# Finnair
Finnair ist die nationale Fluggesellschaft Finnlands mit Sitz in Vantaa und Basis auf dem Flughafen Helsinki-Vantaa. Sie ist Mitglied der Luftfahrtallianz oneworld und mit dem Gründungsjahr 1923 unter dem Namen Aero O/Y die sechstälteste noch operierende Fluggesellschaft der Welt.

## Geschichte

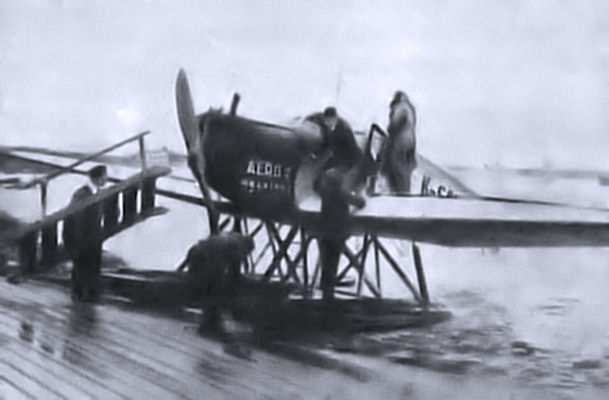
Junkers F 13 der Aero O/Y in den 1920ern

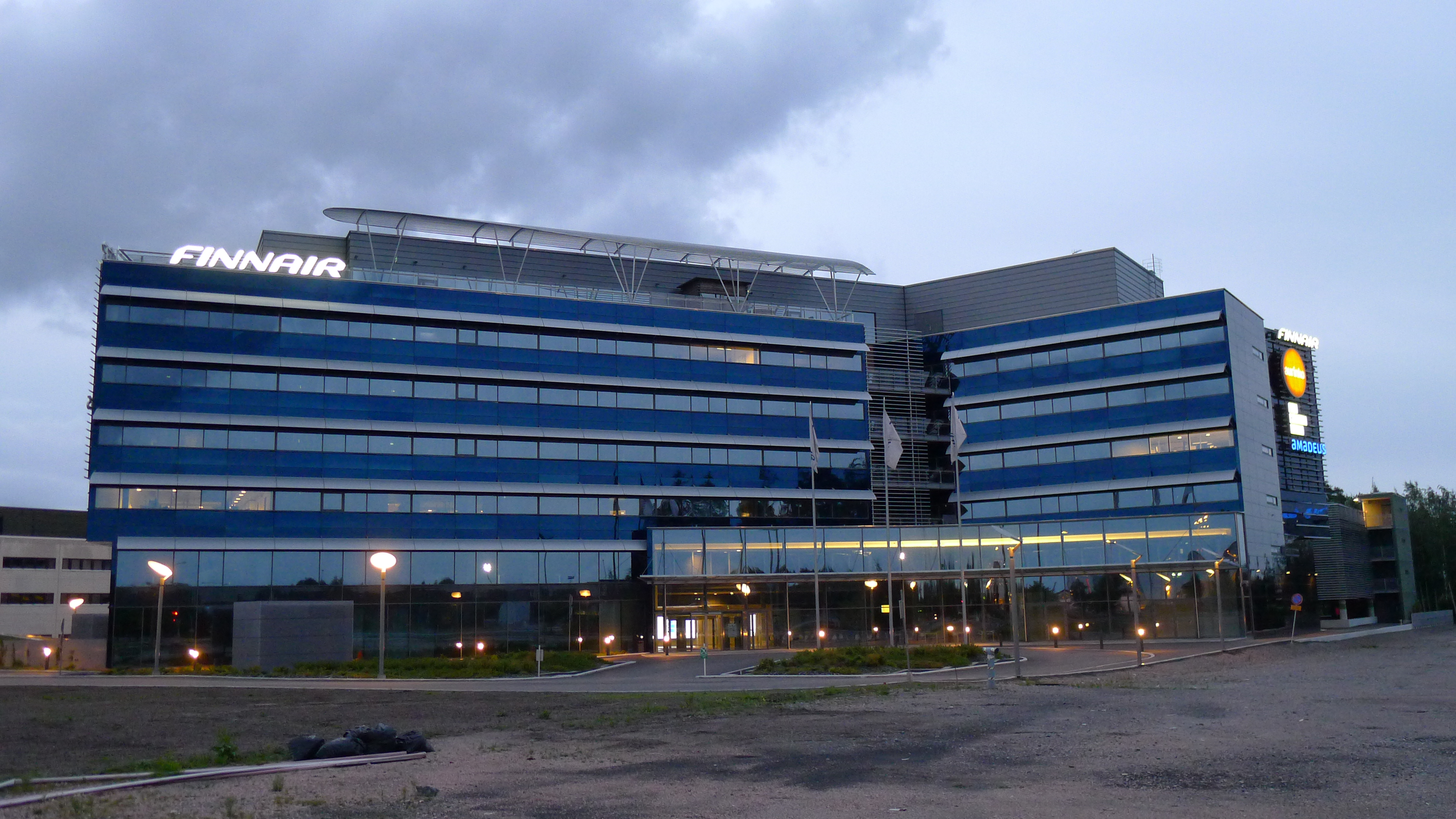
Sitz der Finnair bei Helsinki, House of Travel and Transportation (HOTT)

### Gründung und erste Jahre
Am 1. November 1923 wurde Finnair als Aero O/Y gegründet. Sie nahm ihren Flugbetrieb am 20. März 1924 mit einer Junkers F 13 auf, die 162 kg Post von Helsinki nach Tallinn transportierte, wobei die Maschine mit Schwimmern ausgerüstet war und auf dem Wasser landete, da beide Städte noch nicht über Flughäfen verfügten. Bis zum Beginn des Zweiten Weltkrieges wurde die Flotte noch um Ju 52/3m und De Havilland DH.89 Dragon Rapide erweitert.
Der Zweite Weltkrieg war für die Fluggesellschaft besonders schwierig, weil Helsinki und andere finnische Städte Ziele von Luftangriffen waren. Die Gesellschaft verlor die Hälfte ihrer Flotte, die während dieser Zeit von der finnischen Luftwaffe übernommen worden war. Es wird geschätzt, dass während des Winterkrieges 1939/1940 die Hälfte der Passagiere Kinder waren, die nach Schweden evakuiert wurden. Im Jahr 1953 fügte die Fluggesellschaft Aero O/Y die Bezeichnung Finnair ihrem Namen hinzu. Seit 25. Juni 1968 heißt sie offiziell „Finnair Oyj“. Der finnische Staat hält rund 60 % der Anteile, 20 % sind in ausländischem Besitz.

### Das Jet-Zeitalter

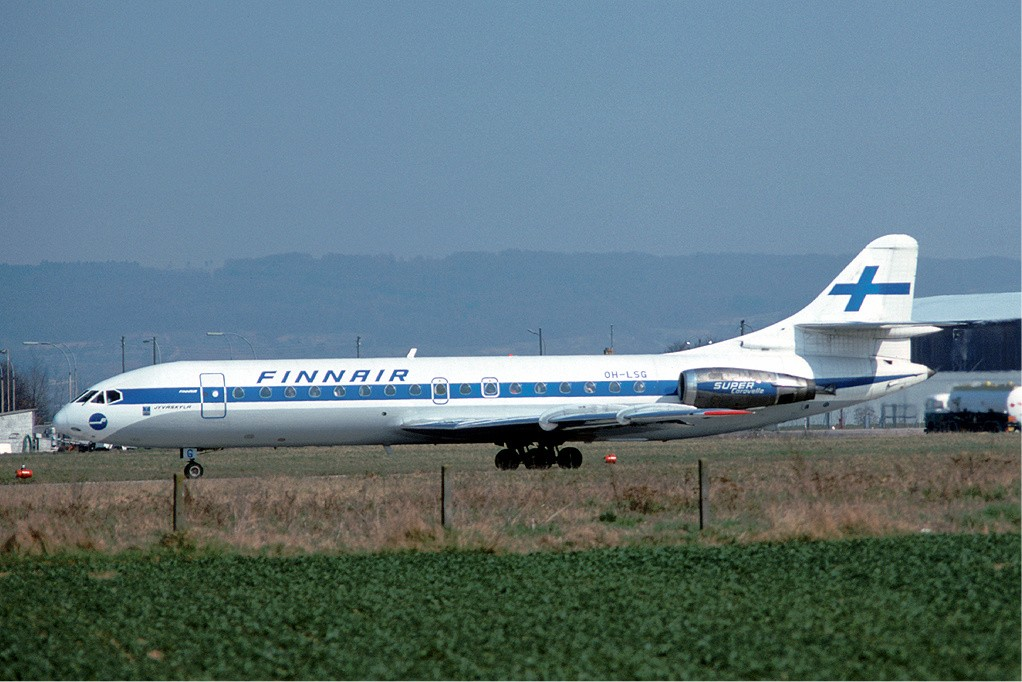
Sud Aviation Caravelle der Finnair im Jahr 1976

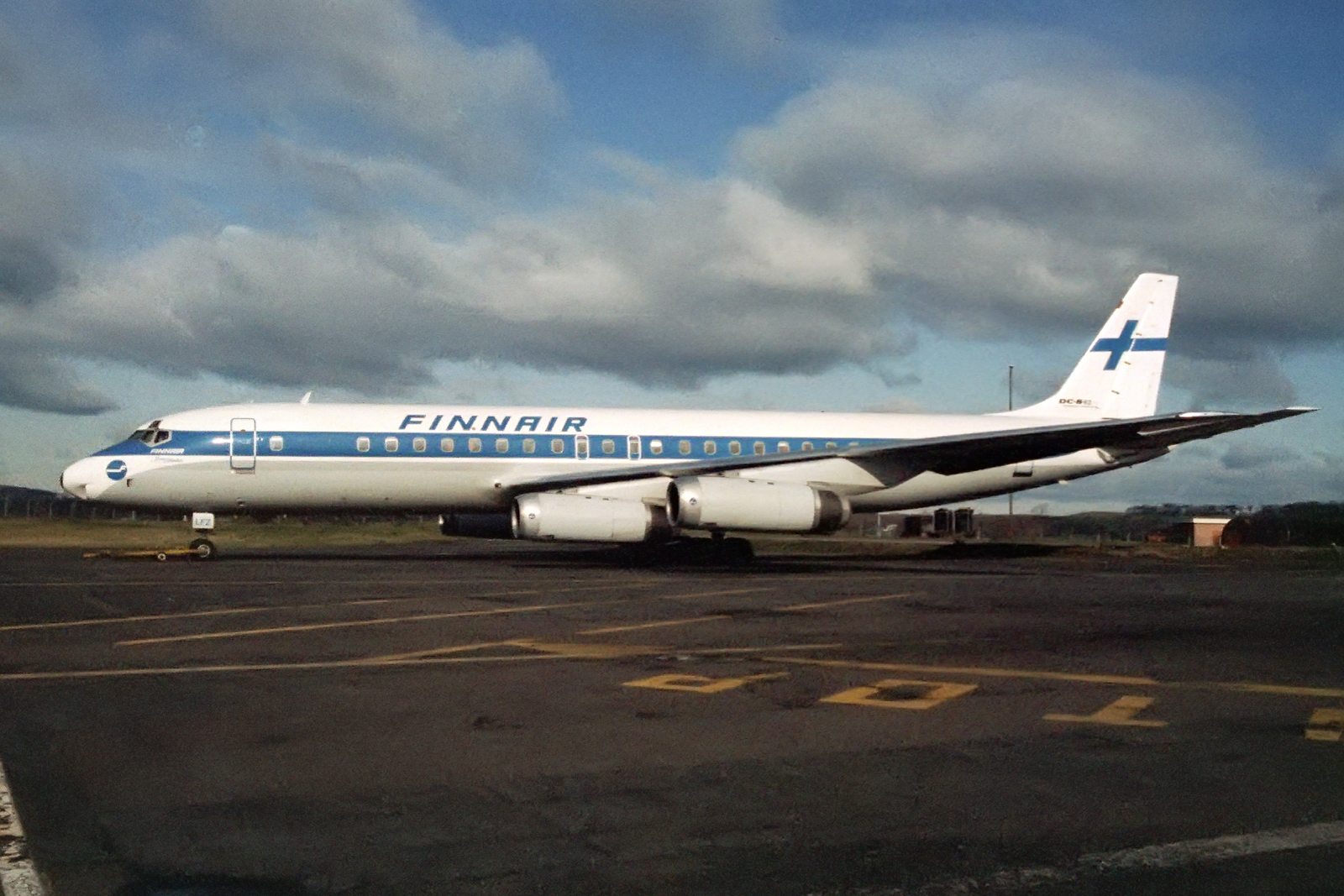
Douglas DC-8-62 der Finnair, Edinburgh

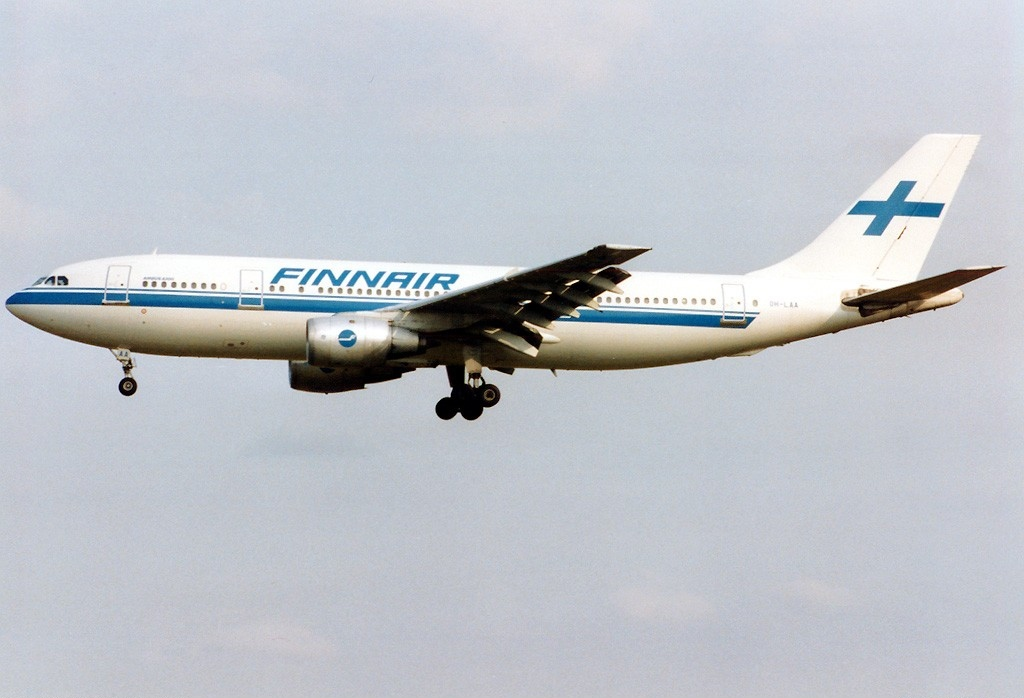
Airbus A300B4-200 der Finnair im Jahr 1994

Revolutionär war 1957 die Anschaffung der Sud Aviation Caravelle, des ersten Strahlflugzeugs der Fluggesellschaft. Sie wurden ab 1960 als Caravelle 1A ausgeliefert, das vierte Exemplar, eine Caravelle VI besaß dabei bereits die fortschrittlicheren Triebwerke des Typs Rolls-Royce Avon 527. Die drei älteren Caravelle 1A wurden zu Caravelle III aufgerüstet. Ab 1964 wurde die Caravelle-Flotte modernisiert. Mit Pratt&Whitney JT8 Triebwerken ausgerüstete Caravelle 10B3 ersetzten die vorhandenen Exemplare. Finnair bezeichnete die Sud Aviation SE 210 Caravelle 10B3 als „Super Caravelle“. Die Luftfahrzeugkennzeichen lauteten OH-LSA bis OH-LSK. 1962 übernahm Finnair 27 Prozent der Anteile der finnischen Fluggesellschaft Kar-Air.
1970 wurde mit der Douglas DC-8 erstmals ein US-amerikanisches Strahlflugzeug in Dienst gestellt und damit der Langstreckenverkehr über den Atlantik nach New York City aufgenommen. 1971 wurden sechs gebrauchte Douglas DC-9-10 aus Kanada erworben, welche hauptsächlich innerhalb Finnlands und auf kürzeren Europastrecken zum Einsatz kamen. 1975 begann bei Finnair das Zeitalter der Großraumflugzeuge mit Indienststellung der ersten McDonnell Douglas DC-10-30, die das Unternehmen von der KSSU-Gruppe warten ließ. Ein Jahr später begann die Erweiterung der Douglas-DC-9-Flotte mit Indienststellung der ersten DC-9-50. Dieser Flugzeugtyp wurde das Hauptmuster auf den Europastrecken und verdrängte nach und nach die Super Caravelle, deren letztes Exemplar 1983 außer Dienst gestellt und verkauft wurde. Ab Ende 1982 kamen die ersten McDonnell Douglas MD-82 zum Einsatz und Finnair wurde einer der Erstkunden für deren Varianten MD-83 und MD-87. Ab etwa 1983 wurden die Douglas DC-9-10 durch sechs gebrauchte, in Japan erworbene DC-9-40 ausgetauscht. Die DC-9-Flotte wurde schrittweise ab Mitte der 1990er-Jahre durch weitere gebrauchte MD-80 ersetzt. Ab Ende der 1990er Jahre wurde dann der Ersatz der verbliebenen DC-9 bis Mitte 2003 und der Ersatz der MD-80 bis Mitte 2006 durch Maschinen der Airbus-A320-Familie durchgeführt.

### Geschichte seit 1990

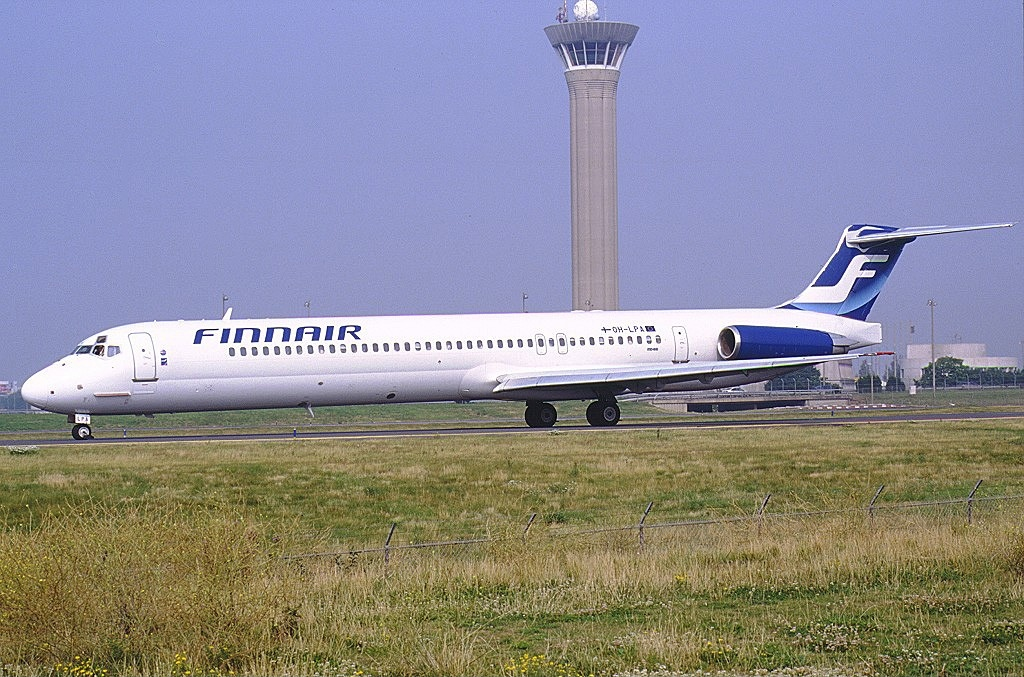
McDonnell Douglas MD-82 der Finnair im Jahr 2001

Die für den Langstreckenbetrieb eingesetzte DC-10-Flotte wurde ab den frühen 1990er-Jahren sukzessive durch neue McDonnell Douglas MD-11 ersetzt. Mit Indienststellung der ersten Maschine im Dezember 1990 war Finnair der weltweit erste Betreiber dieses Typs.
1999 trat Finnair der Luftfahrtallianz oneworld bei, nachdem Finnairs Konkurrent SAS Scandinavian Airlines 1997 Gründungsmitglied des konkurrierenden Bündnisses Star Alliance war.
2002 gründete Finnair mit Aero Airlines eine Tochtergesellschaft in Estland. Diese hat schrittweise die ATR 72-200 der Finnair übernommen und bediente neben der Strecke Tallinn–Helsinki auch innerfinnische Strecken für Finnair. Finnair versprach sich von der estnischen Tochter, im wachsenden baltischen Wettbewerb kostengünstig agieren zu können. Der Flugbetrieb wurde Anfang 2008 jedoch eingestellt. Finnair gründete auch die Tochter FlyNordic in Schweden, die 2007 jedoch verkauft wurde.
Für das Jahr 2006 gab Finnair einen Reinverlust von 13 Millionen Euro an. Dies wurde damit begründet, dass man in diesem Jahr die Gesellschaft restrukturiert habe und dies 80 Millionen Euro gekostet habe. Im Jahr 2007 wurde ein Gewinn vor Steuern von 140 Millionen Euro erzielt. Mit dazu beigetragen hat ein Gewinn von 30 Millionen Euro aus dem Verkauf der FlyNordic. 2008 rutschte Finnair im Rahmen der Wirtschaftskrise wieder in die roten Zahlen. Der Jahresverlust betrug 52,1 Millionen Euro.
Am 22. Februar 2010 musterte Finnair als vorletzter Betreiber des Musters in der Passagierversion ihre letzte McDonnell Douglas MD-11 aus. Eine der ausgemusterten Maschinen wurde zu einem Frachtflugzeug umgebaut, aber bereits wieder ausgemustert. Am 1. Juli 2011 wurde gemeinsam mit Flybe auf Basis der übernommenen Finncomm Airlines das Joint Venture „Flybe Nordic“ gegründet. Seit Juli 2012 werden sämtliche Triebwerke und Komponenten von SR Technics in Zürich gewartet. Finnair begründet die Entscheidung mit einem Fokus auf das Kerngeschäft und effizienteren Kostenstrukturen.
2012 machte Finnair erstmals nach fünf verlustreichen Jahren wieder einen kleinen Gewinn.
Im September 2013 erhielt Finnair als weltweit erste Fluggesellschaft einen mit Sharklets ausgestatteten Airbus A321-200. Außerdem ist Finnair Erstkunde des Airbus A350-900 in Europa. Die erste von insgesamt 19 Maschinen wurde am 7. Oktober 2015 ausgeliefert.
Die Covid-Pandemie traf Finnair 2020 besonders hart, weil die Gesellschaft ihr Geschäft stark auf chinesische Kunden ausgerichtet hatte. Am 24. Februar 2022 begannen russische Streitkräfte auf Befehl des russischen Präsidenten Putin den Überfall auf die Ukraine.
Westliche Länder und Institutionen verhängten Sanktionen; über 30 Länder sperrten ihren Luftraum für russische Flugzeuge. Finnair traf dies aufgrund ihres Business-Modells besonders hart: Ein wesentlicher Teil von Finnairs Geschäft bestand darin, Reisende von Helsinki aus auf kurzem Weg über Nordrussland nach Fernost zu bringen. Finnair-Chef Topi Manner erklärte Ende Februar, die meisten Flüge nach Asien seien nicht mehr wirtschaftlich durchführbar, man habe – zunächst bis zum 6. März – alle Verbindungen nach Tokio, Osaka, Shanghai und Seoul ausgesetzt. Somit rückte auch die von Finnair erhoffte Rückkehr zur Asien-Strategie aus Vor-Corona-Zeiten zugunsten einer Ausrichtung nach Westen in den Hintergrund. Innerhalb dreier Jahre hatte Finnair 1,3 Milliarden Euro verloren.

## Flugziele

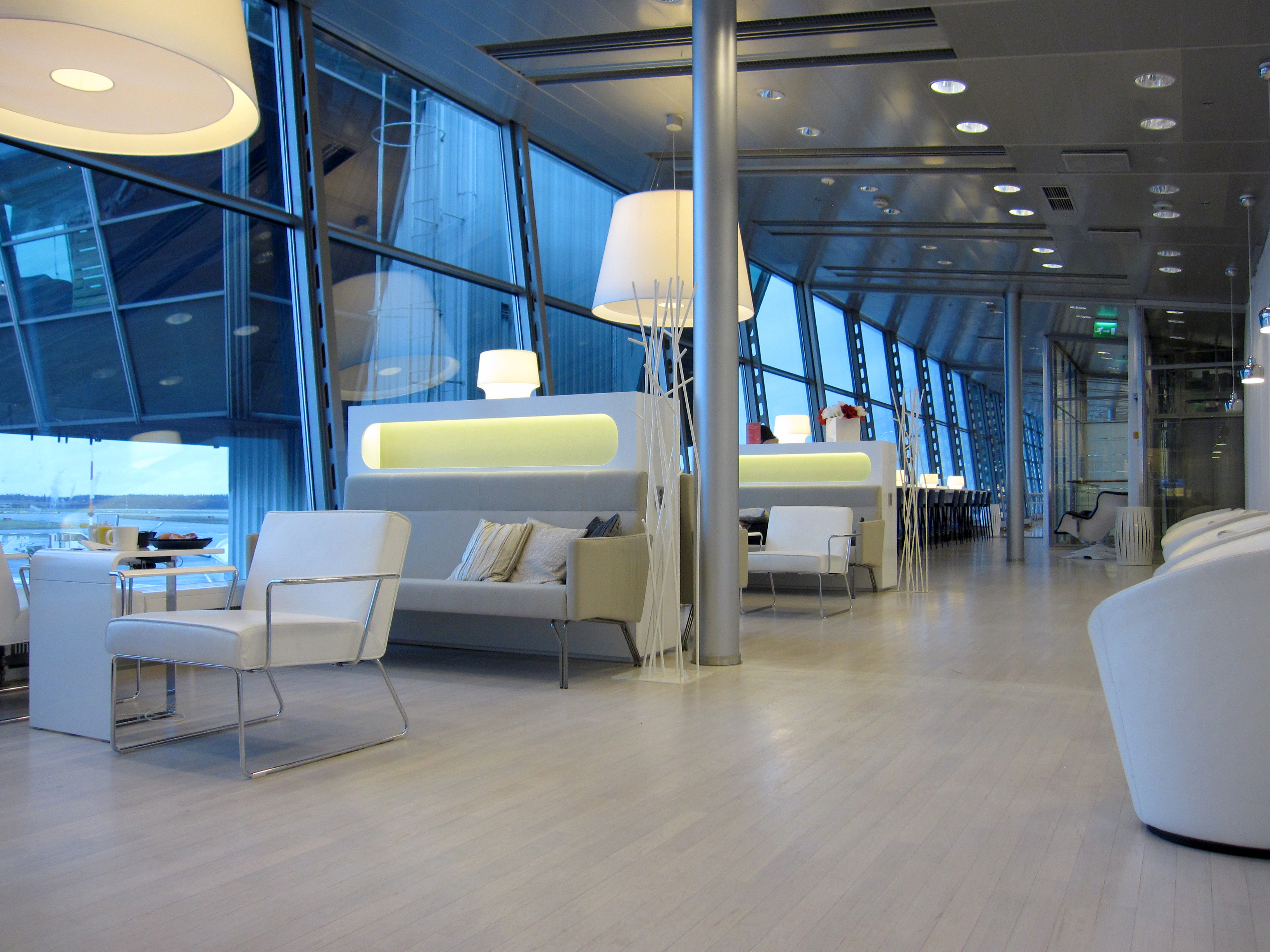
Flughafenlounge der Finnair in Helsinki

Finnair bedient neben Zielen im Inland sowie europäischen Städten auch mehrere interkontinentale Strecken nach Indien und Ostasien sowie in die USA.
Im deutschsprachigen Raum werden in Deutschland Berlin Brandenburg, Düsseldorf, Frankfurt, Hamburg, München und Stuttgart angeflogen, in Österreich Innsbruck, Salzburg und Wien sowie in der Schweiz Genf und Zürich.
Codesharing
Finnair unterhält Codeshare-Abkommen mit American Airlines, British Airways, Iberia und Japan Airlines.

## Flotte

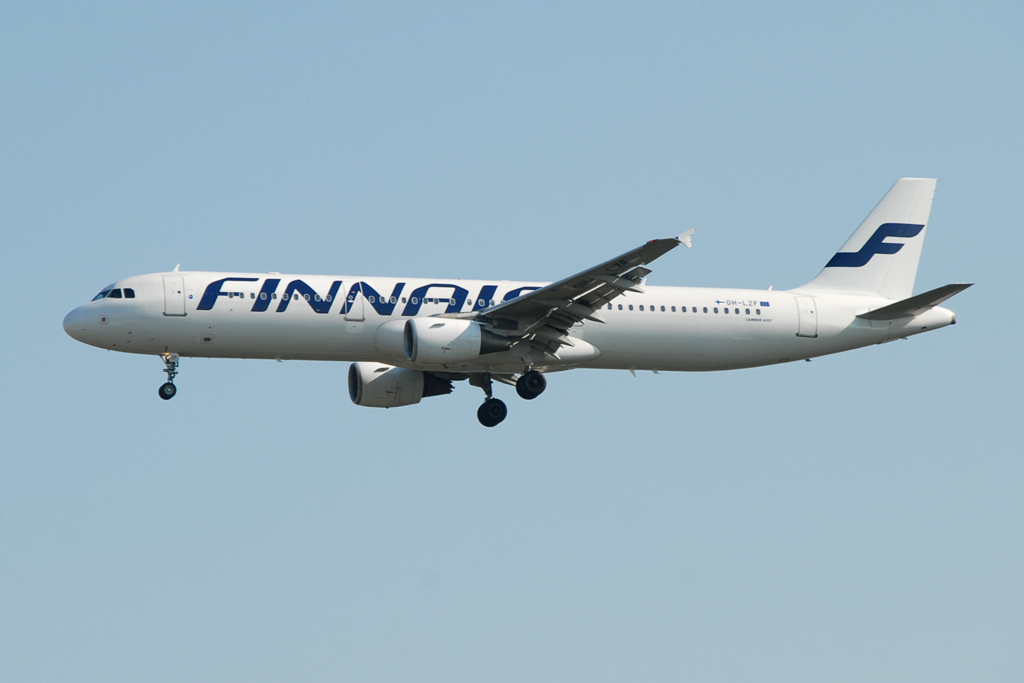
Airbus A321-200 der Finnair

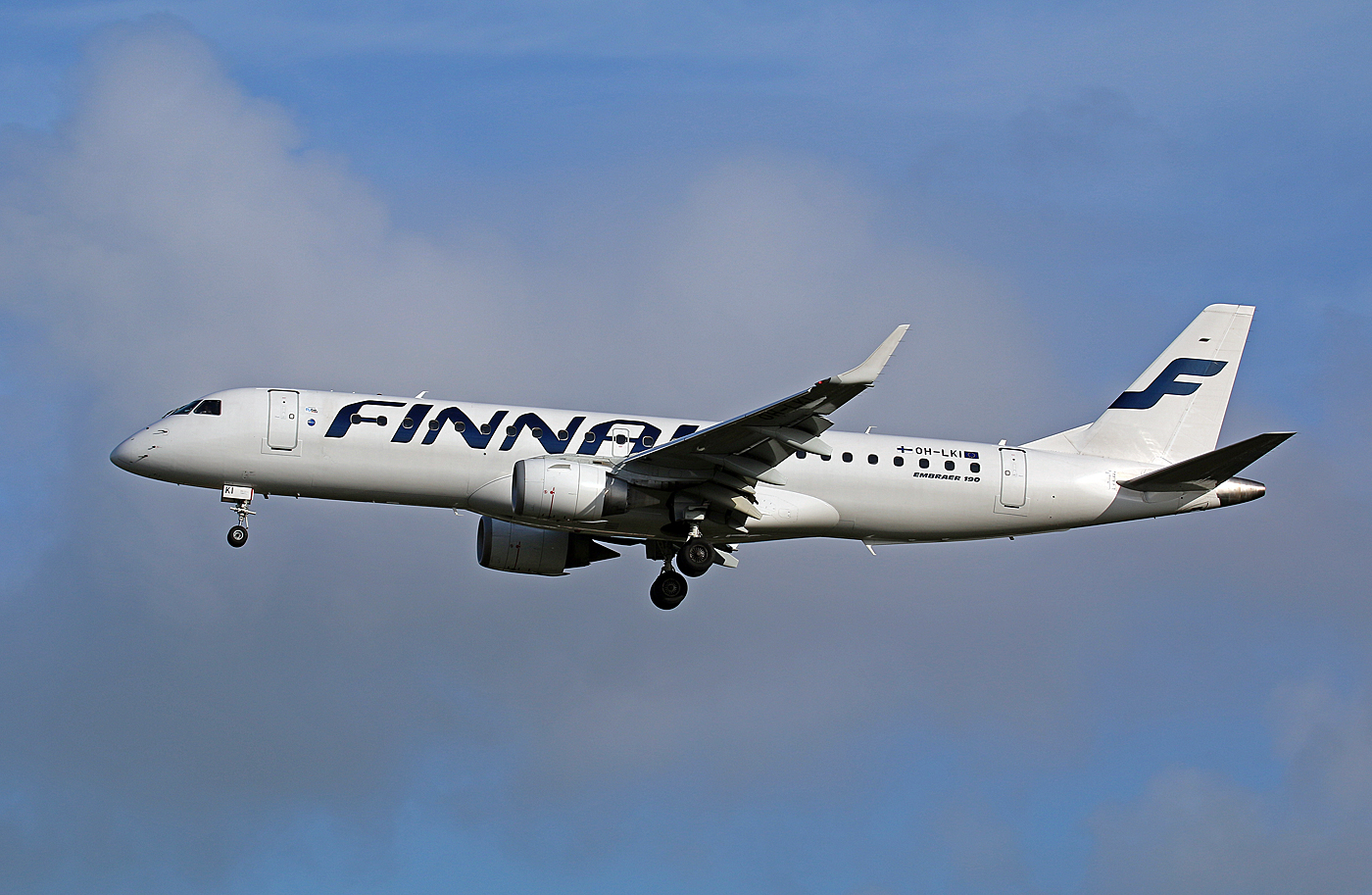
Embraer 190 der Finnair

### Aktuelle Flotte
Mit Stand April 2025 besteht die Flotte der Finnair aus 80 Flugzeugen mit einem Durchschnittsalter von 14,4 Jahren:
| Flugzeugtyp     | Anzahl | bestellt | Anmerkungen                                                                       | Sitzplätze (Business/Eco+/Eco)  | Durchschnittsalter |
| --------------- | ------ | -------- | --------------------------------------------------------------------------------- | ------------------------------- | ------------------ |
| ATR 72-500      | 12     |          | zwei inaktiv; betrieben durch NORRA – Nordic Regional Airlines                    | 68 (-/-/68) 72 (-/-/72)         | 16,0 Jahre         |
| Airbus A319-100 | 05     |          |                                                                                   | 144 (var./-/var.)               | 23,9 Jahre         |
| Airbus A320-200 | 10     |          | einer inaktiv                                                                     | 174 (var./-/var.)               | 22,8 Jahre         |
| Airbus A321-200 | 15     |          | einer inaktiv; 13 mit Sharklets ausgestattet                                      | 209 (var./-/var.)               | 10,7 Jahre         |
| Airbus A330-300 | 08     |          |                                                                                   | 279 (28/21/230)                 | 15,6 Jahre         |
| Airbus A350-900 | 18     | 1        | einer inaktiv (noch nicht ausgeliefert, Auslieferung geplant im 2. Halbjahr 2026) | 278 (43/24/211) 321 (30/26/265) | 7,2 Jahre          |
| Embraer ERJ-190 | 12     |          | eine inaktiv; betrieben durch NORRA – Nordic Regional Airlines                    | 100 (-/-/100)                   | 16,9 Jahre         |
| Gesamt          | 80     | 1        |                                                                                   |                                 | 14,4 Jahre         |

### Aktuelle Sonderbemalungen
| Flugzeugtyp     | Luftfahrzeugkennzeichen | Bemalung                          | Zeitraum            | Bild |
| --------------- | ----------------------- | --------------------------------- | ------------------- | ---- |
| Airbus A319-100 | OH-LVD                  | „oneworld“                        | seit August 2012    |      |
| Airbus A330-300 | OH-LTO                  | „Marimekko Unikko“                | seit Dezember 2014  |      |
|                 |                         |                                   |                     |      |
| Airbus A350-900 | OH-LWA                  | „Santa Claus Finland“             | seit Dezember 2024  |      |
| Airbus A350-900 | OH-LWB                  | „oneworld“                        | seit Oktober 2015   |      |
| Airbus A350-900 | OH-LWL                  | „Marimekko Kivet“                 | seit September 2017 |      |
| Airbus A350-900 | OH-LWR                  | „Bringing us together since 1923“ | seit Januar 2023    |      |
| Embraer ERJ-190 | OH-LKN                  | „oneworld“                        | seit Februar 2009   |      |

### Ehemalige Sonderbemalungen
| Flugzeugtyp     | Luftfahrzeugkennzeichen | Bemalung                          | Zeitraum                                                                 | Bild |
| --------------- | ----------------------- | --------------------------------- | ------------------------------------------------------------------------ | --- |
| Airbus A319-100 | OH-LVE                  | „Retro“                           | Juli 2008 bis Juni 2012                                                  | |
| Airbus A319-100 | OH-LVF                  | „oneworld“                        | August 2008 bis August 2012                                              | |
| Airbus A320-200 | OH-LXD                  | „Happy Holidays“                  | November 2017 bis März 2018                                              | |
| Airbus A320-200 | OH-LXK´ OH-LXM          | „Bringing us together since 1923“ | OH-LXK: Januar 2023 bis November 2024 OH-LXM: Januar 2023 bis April 2024 | Bild gesucht Die Wikipedia wünscht sich an dieser Stelle ein Bild. Weitere Infos zum Motiv findest du vielleicht auf der Diskussionsseite . Falls du dabei helfen möchtest, erklärt die Anleitung , wie das geht. |
| Airbus A330-300 | OH-LTM                  | „Metsänväki“                      | Mai bis Juni 2013                                                        | Bild gesucht Die Wikipedia wünscht sich an dieser Stelle ein Bild. Weitere Infos zum Motiv findest du vielleicht auf der Diskussionsseite . Falls du dabei helfen möchtest, erklärt die Anleitung , wie das geht. |
| Airbus A340-300 | OH-LQD                  | „Angry Birds“                     | September bis Dezember 2011                                              | |
| Airbus A340-300 | OH-LQD                  | „Unikko“                          | Oktober 2012 bis Oktober 2016                                            | |
| Airbus A340-300 | OH-LQE                  | „oneworld“                        | Juli 2008 bis Januar 2017                                                | |
| Airbus A350-900 | OH-LWD OH-LWE           | „Happy Holidays“                  | OH-LWD: November 2017 bis März 2018 OH-LWE: November 2017 bis April 2018 | |
| Airbus A350-900 | OH-LWO OH-LWP           | „Moomin, Finnair 100“             | OH-LWO: März 2023 bis März 2025 OH-LWP: Februar 2023 bis April 2024      | |

### Zuvor eingesetzte Flugzeuge

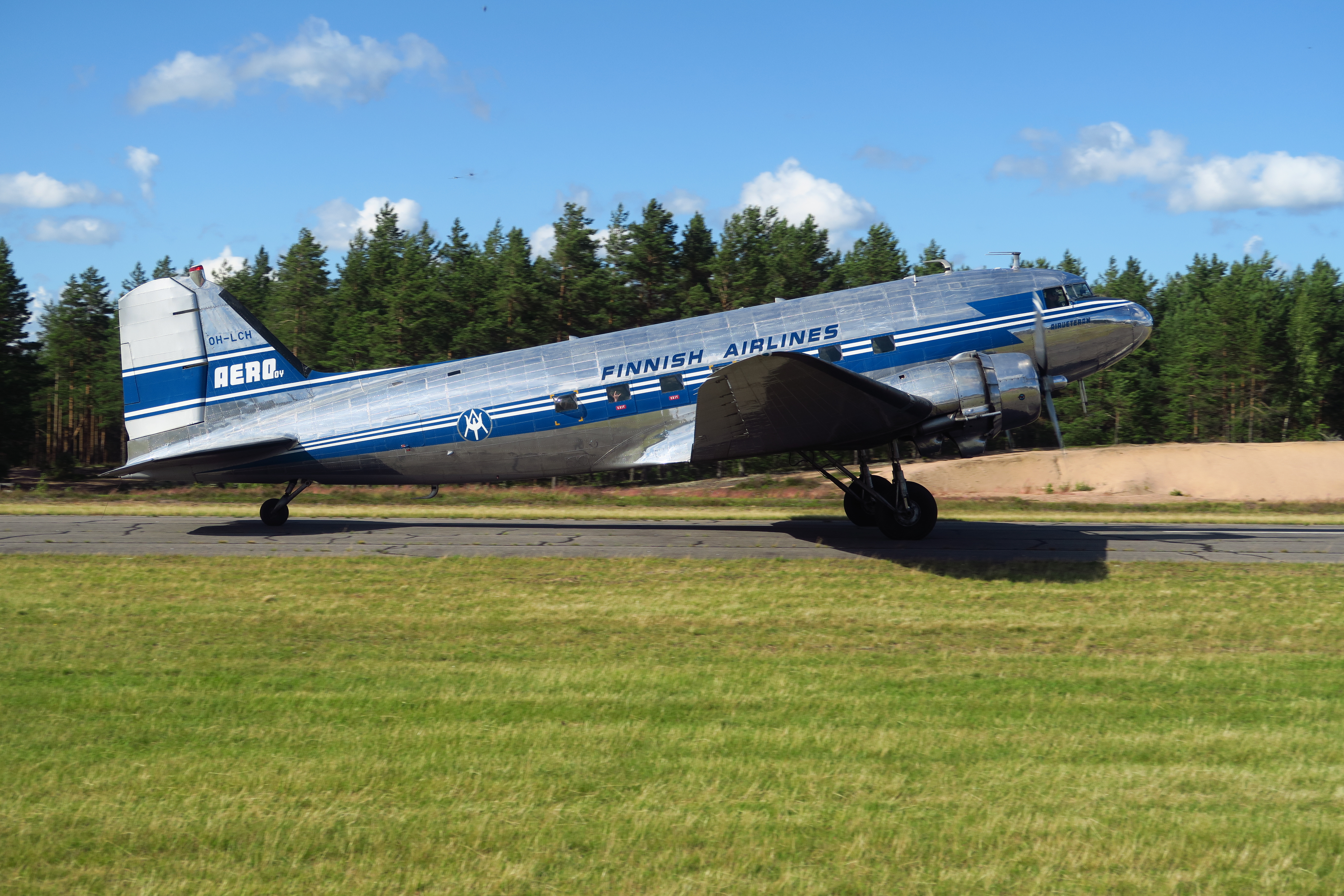
Douglas DC-3 der Finnair, Jamijärvi

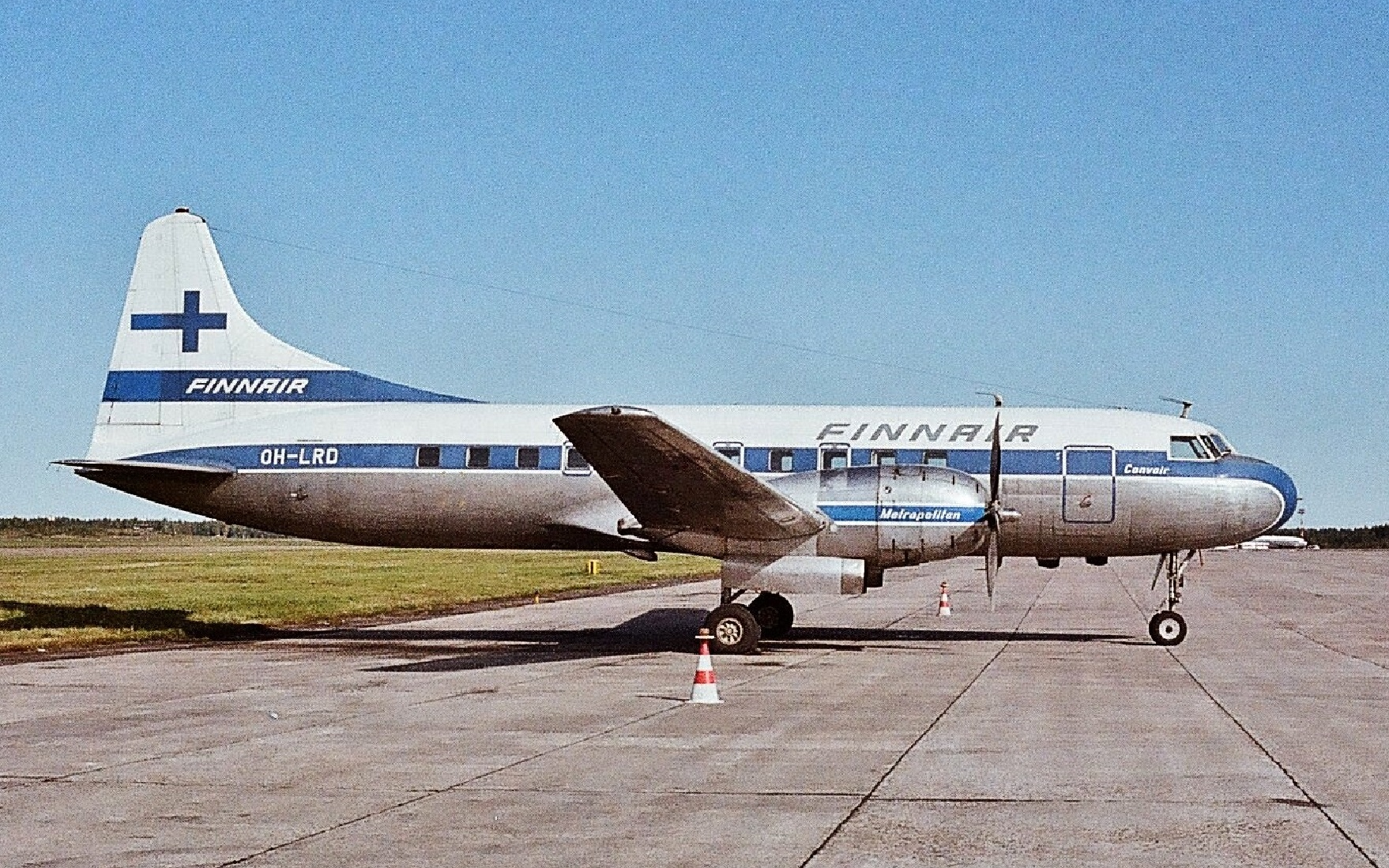
Convair CV-440 der Finnair, Helsinki 1980

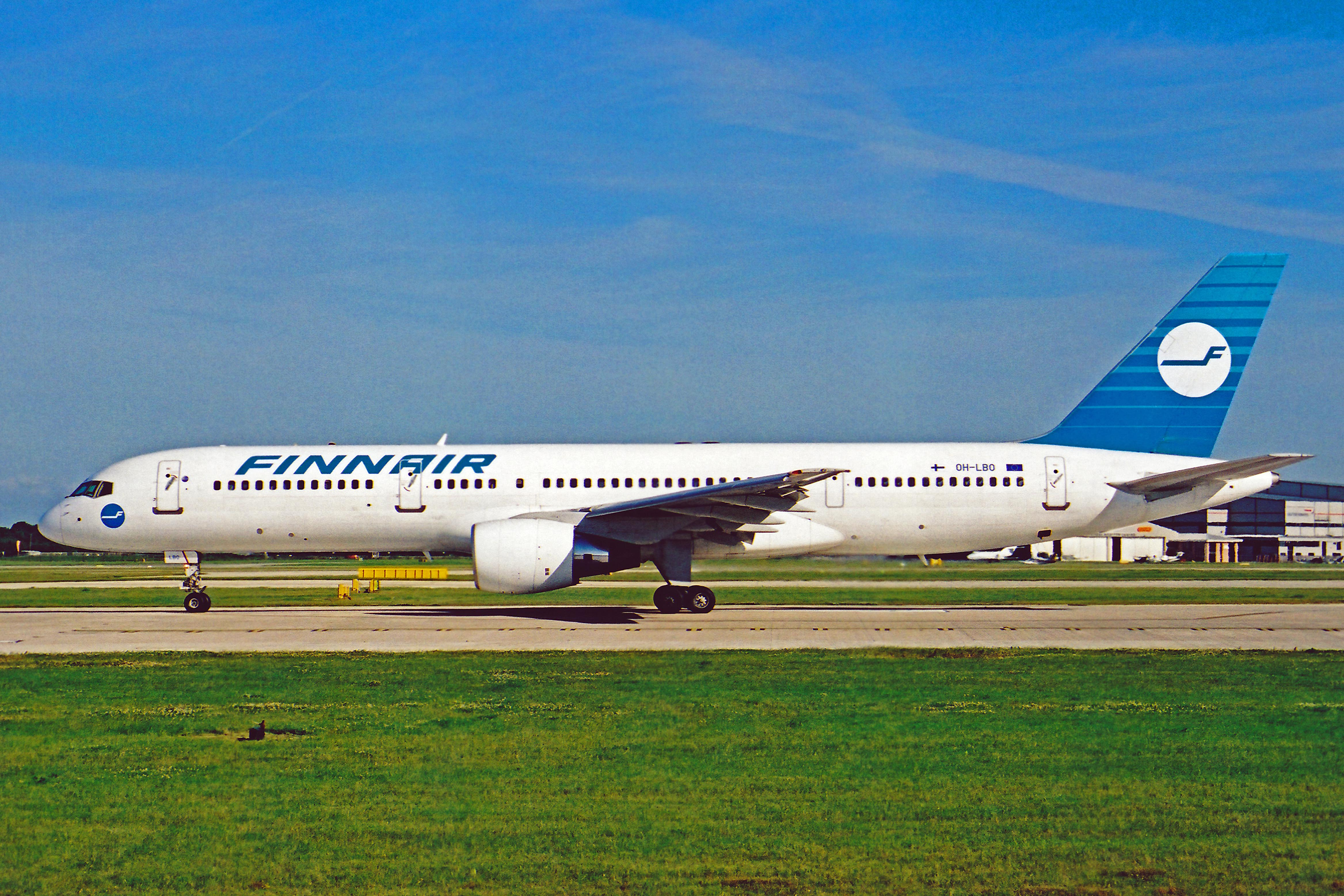
Boeing 757-200 der Finnair im Jahr 2002

In der Vergangenheit betrieb Finnair unter anderem folgende Flugzeugtypen:
- Airbus A300B4-200
- Airbus A340-300
- ATR 42-300/320
- ATR 72-200
- Boeing 737-200
- Boeing 757-200
- Convair CV-340
- Convair CV-440
- De Havilland DH.89 Dragon Rapide
- Douglas DC-2
- Douglas DC-3/C-47
- Douglas DC-8
- Douglas DC-9
- Embraer 170
- Fokker F-27
- Junkers F 13
- Junkers Ju 52/3m
- McDonnell Douglas DC-10-30
- McDonnell Douglas MD-11
- McDonnell Douglas MD-82/83/87
- Saab 340
- Sud Aviation Caravelle IA/III/VI-R/10B3

## Zwischenfälle

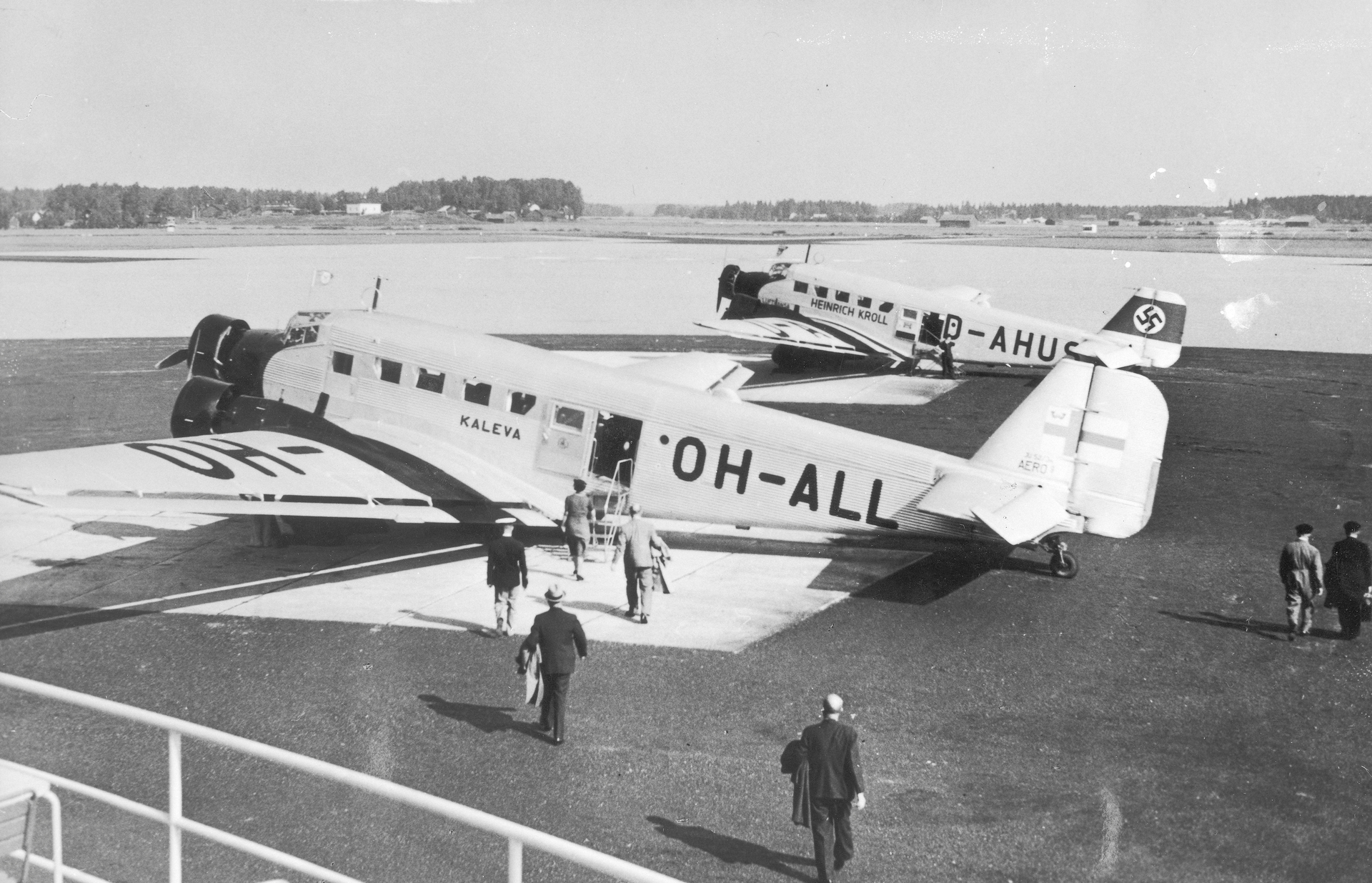
Die am 14. Juni 1940 abgeschossene Junkers Ju 52/3mge

Finnair bzw. ihre Vorgängergesellschaft Aero O/Y verzeichnete bis Februar 2021 in ihrer Geschichte mehrere Zwischenfälle mit Totalverlust des Flugzeugs. Bei vier davon kam es zu insgesamt 58 Todesfällen. Vollständige Liste:
- Am 28. Mai 1927 Junkers F 13 (Luftfahrzeugkennzeichen K-SALA) Notlandung im Hafen von Tallinn[27]

- Am 16. November 1927 verschwand eine Junkers F 13 (Luftfahrzeugkennzeichen K-SALD) im Finnischen Meerbusen[28]

- Am 10. Juli 1928 verschwand eine Junkers F 13 (Luftfahrzeugkennzeichen K-SALB) im Finnischen Meerbusen[29]

- Am 9. Oktober 1935 verschwand eine Junkers F 13 (Luftfahrzeugkennzeichen OH-ALI) im Finnischen Meerbusen[30]

- Am 14. Juni 1940 wurde eine Junkers Ju 52/3mge (Luftfahrzeugkennzeichen OH-ALL) von der sowjetischen Luftwaffe auf dem Flug von Helsinki nach Tallinn über dem Finnischen Meerbusen kurz vor der widerrechtlichen Annexion Estlands abgeschossen. Alle neun Insassen starben (siehe auch Kaleva-Zwischenfall).[31]

- Am 7. November 1941 fielen bei einer Junkers Ju 52/3mce (OH-LAK) wegen Treibstoffmangel alle drei Motoren aus und das Wasserflugzeug landete notfallmässig im Meer. Zwei Personen kamen beim Versuch an Land zu schwimmen ums Leben. Das Flugzeug wurde danach wieder instand gesetzt.[32]

- Dasselbe Flugzeug flog am 31. Oktober 1945 bei schlechtem Wetter mit 14 Personen an Bord beim Anflug auf den Flugplatz Hyvinkää in einen Wald. Das Flugzeug musste abgeschrieben werden.[33]

- Am 3. Januar 1961 stürzte eine Douglas DC-3/C-47A der Aero O/Y (OH-LCC) auf dem Flug von Kokkola nach Vaasa bei Koivulahti in einen Wald. Die beiden betrunkenen Piloten (mit Blutalkoholkonzentrationen von 2 bzw. 1,56 Promille) flogen die Maschine ca. 10 Kilometer vom Flughafen Vaasa entfernt in niedrigster Höhe, was zu einem Strömungsabriss führte. Keiner der 25 Insassen überlebte (siehe auch Aero-O/Y-Flug 311).[34]

- Am 8. November 1963 stürzte eine weitere Douglas DC-3/C-47A der Aero O/Y (OH-LCA) in der Nähe von Mariehamn ab und brannte aus, wobei 22 der 25 Insassen starben. Ursache war höchstwahrscheinlich ein Defekt im Höhenmesser des Kapitäns, wodurch die Mindestsinkflughöhe bei sehr schlechtem Wetter unterschritten wurde.[35][36]

Darüber hinaus ist bekannt, dass die Gesellschaft 1971, 1978 und 1986 von Flugzeugentführungen betroffen war, bei denen aber niemand zu Schaden kam.

## Farbgestaltung

Bis 2010 genutztes Logo der Finnair

Mit Einführung der Douglas DC-8-62CF (OH-LFR) am 27. Januar 1969 flog Finnair mit metallischer Unterseite und blauer Cheatline, dazu das finnische Kreuz auf dem Leitwerk. Ab Februar 1976 kam die DC-9-50 dazu, mit der sich auch die Farbgebung änderte. Die metallische Unterseite der Flugzeuge wurde durch Weiß ersetzt. Dazu kamen drei Streifen Blau, die sich von dunkel nach hell abstuften und schräg an der vorderen Rumpfunterseite zu sehen waren. Im Jahr 2000 wurde auch die blaue Cheatline durch eine weiße Fläche ersetzt. Das Leitwerk wurde neu gestaltet mit geschwungenem weißen „F“ auf wechselnd-blauem Grund. Dazu änderte sich auch der Schriftzug. Man entschied sich 2010 erneut für ein neues optisches Auftreten. Nunmehr werden die Flugzeuge fast gänzlich in weiß lackiert, das geschwungene „F“ im Leitwerk wurde dunkelblau und die Schriftart des Namenszuges modernisiert.